# Maresciallo ordinario
Il maresciallo ordinario è il secondo grado dei sottufficiali dell'Esercito Italiano, del ruolo ispettori dell'Arma dei carabinieri e del Corpo della Guardia di finanza ed è superiore al maresciallo e subordinato al maresciallo capo. Il distintivo di grado del maresciallo ordinario è costituito da due binari d'oro, ovvero d'argento per il personale dell'Arma dei carabinieri. Il grado è equivalente al codice di grado NATO OR-8 (Denominazione NATO appartenuta al grado di maresciallo capo prima 1995). 
Fino al 1992 il grado di maresciallo ordinario venne usato anche nel disciolto Corpo degli agenti di custodia (ora Corpo di polizia penitenziaria), e fino al 1981 era in uso nel Corpo delle guardie di pubblica sicurezza (ora Polizia di Stato; attualmente i due corpi civili usano la corrispondente qualifica di Ispettore).

## Storia
Fino al 1972 i marescialli erano inquadrati in tre livelli gerarchici: maresciallo ordinario, maresciallo capo e maresciallo maggiore e avevano come distintivo rispettivamente uno, due o tre binari dorati screziati di nero posti in senso verticale sulle controspalline. In seguito negli anni settanta venne aggiunto il grado di maresciallo maggiore aiutante, detto anche più semplicemente maresciallo aiutante o solo aiutante, sovraordinato agli altri gradi, ma sempre subordinato al grado di aiutante di battaglia. Tale grado si distingueva in quanto era raggiungibile tramite promozione a scelta e non per anzianità, ed aveva lo stesso distintivo di grado del maresciallo maggiore, ma con i binari screziati di rosso. Dopo il 1972 per tutti i marescialli i binari erano posti in orizzontale.
All'entrata in guerra dell'Italia nel primo conflitto mondiale i gradi di Maresciallo ordinario, Maresciallo capo e Maresciallo maggiore divennero rispettivamente Maresciallo di compagnia, Maresciallo di battaglione e Maresciallo di reggimento. Nel 1916 venne istituito il grado di "aiutante di battaglia", raggiungibile sia dai sottufficiali che dalla truppa unicamente per meriti di guerra, indipendentemente dal grado rivestito in precedenza.
Nel 1995 la legge sulla professionalizzazione delle forze armate italiane portò nell'esercito ad una ridenominazione dei gradi dei marescialli in base alla quale si aveva la seguente trasformazione:
- maresciallo ordinario ---> maresciallo;
- maresciallo capo ---> maresciallo ordinario;
- maresciallo maggiore ---> maresciallo capo;
- maresciallo maggiore aiutante ---> maresciallo aiutante (dal 2001 ridenominato "primo maresciallo");
- maresciallo maggiore aiutante carica speciale ---> luogotenente (semplice qualifica e non grado a sé stante).

L'insegna per controspallina di maresciallo ordinario dell'Esercito Italiano
L'insegna per controspallina di maresciallo ordinario dei  carabinieri

## Comparazione con i gradi dei corpi ad ordinamento militare

Distintivo di grado per controspallina di maresciallo ordinario della  Guardia di Finanza

## Comparazione con le qualifiche dei corpi ad ordinamento civile

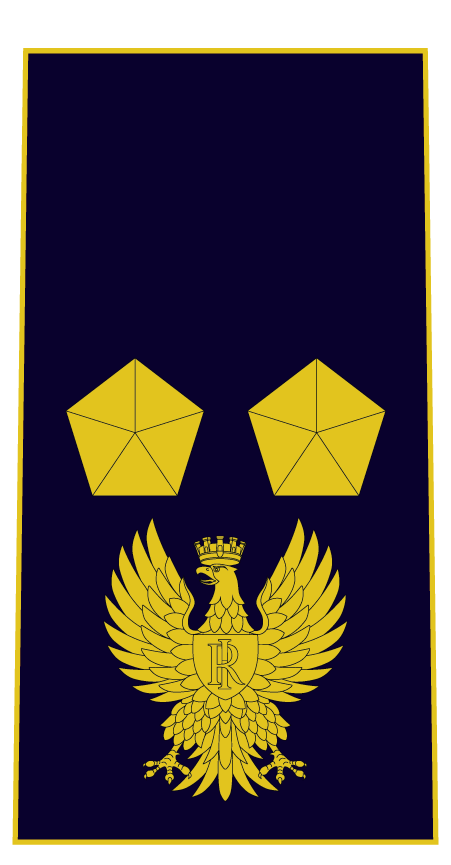
Distintivo di qualifica per controspallina di ispettore della Polizia di Stato
Distintivo di qualifica per controspallina di ispettore del Corpo di polizia penitenziaria
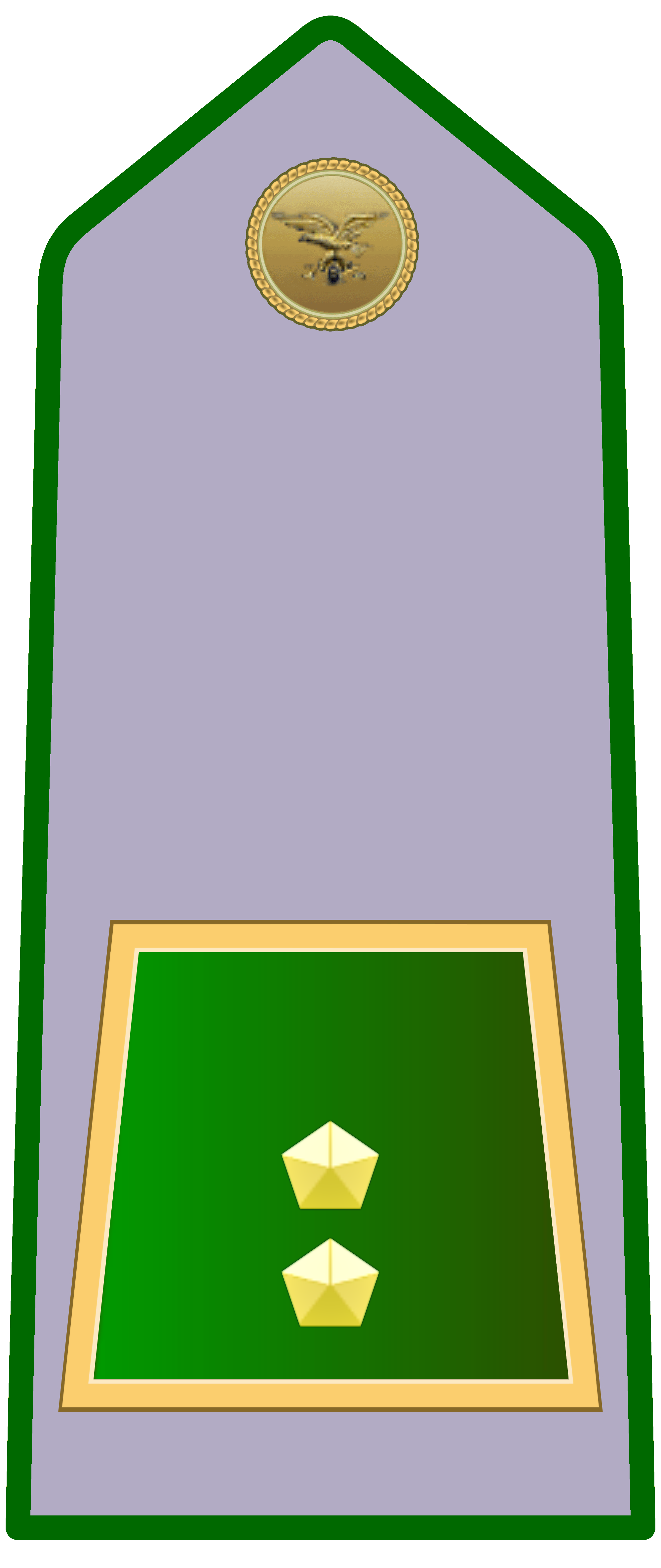
Distintivo di qualifica per controspallina di ispettore del Corpo forestale dello Stato
Ispettore antincendi del Corpo nazionale dei vigili del fuoco